# Henri Meyer
Jacob Heinrich „Henri“ Meyer (* 24. Dezember 1856 in Freiburg im Uechtland, Schweiz; † 21. Juni 1930 in Lausanne, Schweiz) war ein Schweizer Architekt, der durch seine Werke im Stil der Neorenaissance und des Neobarocks bekannt wurde. Zwischen 1888 und 1898 war er im Fürstentum Bulgarien tätig. Er entwarf dort, sowie später in der Schweiz, eine Reihe emblematischer Bauten.

## Eltern, Geschwister und Jugend
Jacob Heinrich Meyer wurde am 24. Dezember 1856 als sechstes Kind des Buchhändlers, Verlegers und Lithographen Johann Conrad Meyer (* 1809, † 1871) und dessen Frau Emilia Ursula, geb. Gross (* 1817, † 1876) in Freiburg im Uechtland geboren. Die Kinder der Familie, vier Mädchen und vier Jungen, wuchsen französisch- und deutschsprachig auf. Der kleine Jacob Heinrich wurde daher bereits seit frühster Jugend „Henri“ genannt. Sein ältester Bruder, Johann Peter („Jean Pierre“, * 1840, † 1891), nahm ein Studium an der Eidgenössischen polytechnischen Schule in Zürich auf, der Vorläuferin der heutigen Eidgenössischen Technischen Hochschule Zürich. Er erreichte später die Position des Chefingenieurs der Jura-Simplon-Bahn. Henri besuchte die Grundschule in Fribourg. 1870 trat er in die Section industrielle des Collège St-Michel ein. Nach drei Jahren verließ er jedoch die Schule ohne Abschluss.

## Schaffen
Trotzdem blieb es Henris Wunsch, Architekt zu werden. Mit Hilfe seines Bruders Johann Peter gelang es ihm, sich an der Bauschule der Eidgenössischen polytechnischen Schule in Zürich zu immatrikulieren. 1878 wechselte er zur Bauschule Stuttgart über. Ein Jahr später ging er an die École nationale et spéciale des Beaux-Arts nach Paris, wo er 1883 sein Studium abschloss. Ihn faszinierte vor allem der Stil der Neorenaissance. Henri arbeitete nach dem Studium noch vier Jahre als Architekt in Paris. Der Gewinn des Wettbewerbs um die Zentrale der Bulgarischen Nationalbank 1888 brachte ihm schließlich den Durchbruch. Er zog nach Sofia und trat die ihm angebotene Stelle beim Ministerium für öffentliche Bauten und Erziehung an. 1889 übernahm der aus Lenzburg stammende Architekt Theodor Hünerwadel (* 1864, † 1956) die Position des Stadtarchitekten von Sofia. Beide wurden gute Freunde. Mit gemeinsamen Entwürfen beteiligten sie sich an internationalen Architekturwettbewerben. Anfang 1891 erhielt Henri Meyer von Fürst Ferdinand I. die Ernennung zum Chefarchitekten der für das Jahr 1892 geplanten Landesausstellung in Plowdiw. Nach deren Ende war er zusammen mit dem bulgarischen Architekten Nikola Lazarow an den Abschlussarbeiten am Schloss Euxinograd bei Warna beteiligt. Daneben praktizierte er als selbständiger Architekt. Er schuf u. a. das Gebäude der Bulgarischen Literarischen Gesellschaft in Sofia, in dem heute die Bulgarische Akademie der Wissenschaften beheimatet ist. 1897 realisierte er mit dem Mausoleum für Fürst Alexander I. sein letztes Bauprojekt in Bulgarien.
Anfang des Jahres 1898 bot ihm der Schweizer Architekt Jacques Regamey (* 1863, † 1927) eine Partnerschaft an. Henri Meyer sagte zu und übersiedelte mit seiner Familie in der Mitte desselben Jahres nach Lausanne. Dort arbeitete er im Architekturbüro Regamey & Meyer. Er trat auch der Waadtländischen Sektion des Schweizerischen Ingenieur- und Architekten-Vereins (SIA) bei. Die Kooperation hatte bis 1902 bestand. Anschließend eröffneten beide Partner eigene Büros. Bis 1914 realisierte Henri Meyer eine Reihe von Gebäuden im Stil der Neorenaissance. Bereits ab 1906 galt er in der Westschweiz als renommierter Architekt und wurde daher oft als Preisrichter zu Architekturwettbewerben beigezogen. Nach Ausbruch des Ersten Weltkriegs reduzierte sich die Zahl an Bauvorhaben drastisch. Meyer war in dieser Zeit hauptsächlich als Gutachter für Behörden sowie als Preisrichter tätig, beteiligte sich aber weiterhin an Wettbewerben. Ab 1920 zog er sich aus dem Berufsleben zurück. Seine letzten Lebensjahre widmete er der Malerei und der Bearbeitung des Werks seines Onkels Johann Jakob Oechslin (* 1802, † 1873).

## Ehe und Familie
Henri Meyer heiratete am 4. Juni 1894 in Lausanne Marie Elisabeth Raach (* 12. Juni 1869, † 7. April 1930). Ihre Eltern stammten aus dem Königreich Württemberg und waren Hoteliers in Lausanne. Das Paar hatte vier Kinder. Ihr Sohn Adolf Louis (* 1895) und ihre Tochter Bernadine (* 1897) kamen in Sofia zur Welt. Ihre Töchter Henriette Elisabetha (* 1902) und Madeleine Lucie (* 1908) wurden in Lausanne geboren. Adolf Louis war später als Ingenieur in Lyon tätig. Bernadine schloss 1927 mit dem aus Bulgarien stammenden Ingenieur Josef Petrow den Bund der Ehe und zog zu ihrem Mann nach Lyon. Henriette Elisabetha heiratete im selben Jahr den Ingenieur Fernando Mandaro aus Bedford. Henri Meyer verschied nur wenige Wochen nach dem Tod seiner Frau am 21. Juni 1930.

## Bauten und Wettbewerbsbeiträge

### Eigenständige Entwürfe (Auswahl)
1888–1895:

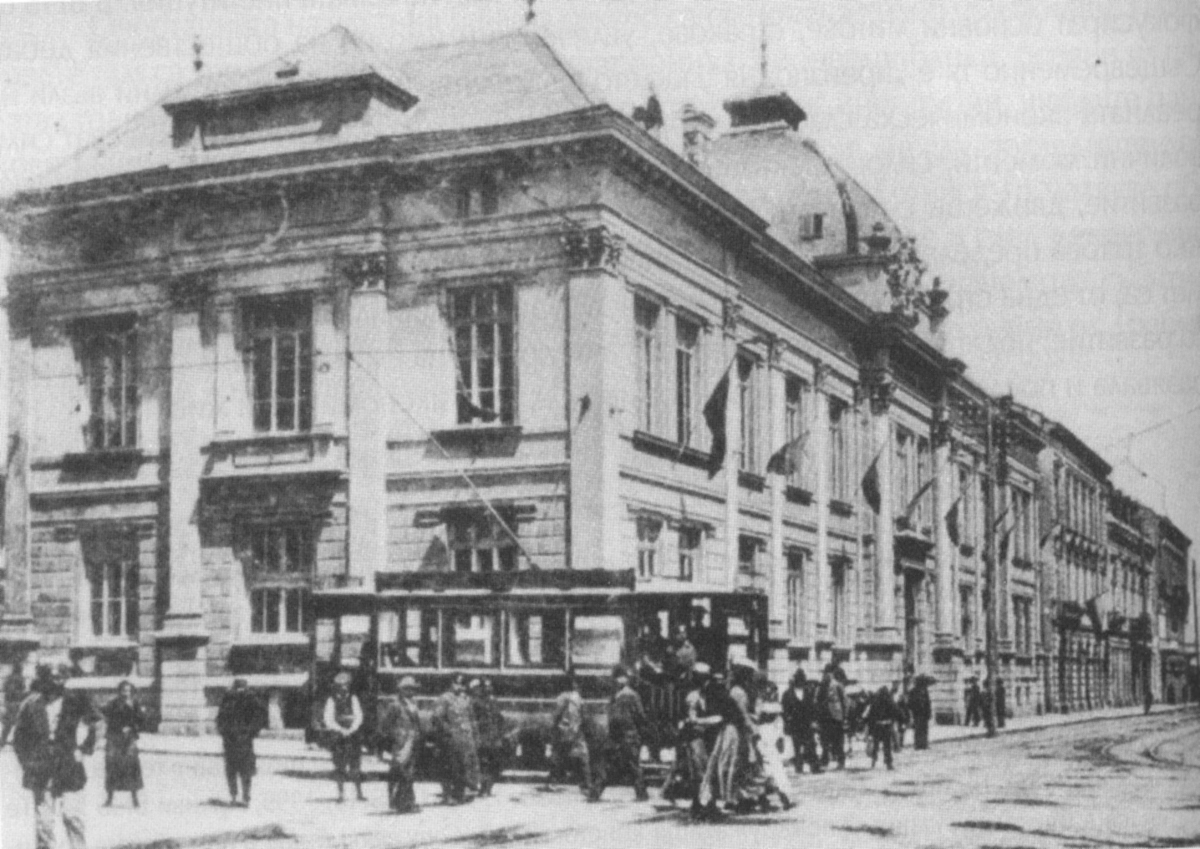
Zentrale der Bulgarischen Nationalbank in Sofia (um 1910)

- Bulgarische Nationalbank, Zentrale, ul. Knjas Aleksandăr I. 12, Sofia (Българска Народна Банка, Централно седалище, ул. „Княз Александър I“ № 12, София). In Sofia arbeitete Henri Meyer zunächst die Details seines Entwurfs aus und übernahm anschließend die Bauleitung. 1895 wurde das Gebäude fertig gestellt, so dass die am 23. Mai 1879 gegründete Nationalbank aus angemieteten Räumlichkeiten in ein eigenes Gebäude umziehen konnte. Später wurde es um eine Etage und ein Dachgeschoss erhöht. Am 1. Juli 1940 nahm die Bulgarische Nationalbank ihre Geschäftstätigkeit in ihrer derzeitigen Zentrale am Platz Knjas Aleksandăr I. auf.[4] Das alte Gebäude beherbergte später das Handelsministerium. Aktuell ist es Sitz des Ministeriums für Innovation und Wachstum.[5]

1891–1892:
- Gelände und einige Pavillons der Ersten bulgarischen Landwirtschafts- und Industrieausstellung in Plowdiw 1892 (Първо българско земеделско-промишлено изложение в Пловдив, 1892 г.).[1]

1892:
- Sommerhaus des Bankiers Stefan Simeonow, ul. Bratja Simeonowi 28, Russe (лятна къща на банкер Стефан Симеонов, ул. „Братя Симеонови“ № 28, Русе).[1] Die Villa wurde 1958 nationalisiert und befindet sich seitdem im Eigentum der Stadt Russe. 2023 wurde sie vollumfänglich restauriert.[6]

1894:
- Bulgarische Nationalbank, Filiale Russe, ul. Aleksandrowska 53 (Българска Народна Банка, Русенски клон, ул. „Александровска“ № 53, Русе).[1] Diese Filiale war die erste Zweigstelle außerhalb der Hauptstadt. Ihre Eröffnung erfolgte 1894.[7] Das Gebäude wurde später als Gewerkschaftshaus genutzt. Heute ist es Sitz der Direktion der Exekutivagentur Allgemeine Arbeitsaufsicht (Инспекция по Труда). Es gilt als Kulturdenkmal. Auf der an der Fassade angebrachten Gedenkplakette ist jedoch der Vorname des Architekten fälschlicherweise mit "Herman" statt "Henri" angegeben.[8]

1895:
- Bulgarische Nationalbank, Filiale Warna, ul. Preslaw 26, Warna (Българска Народна Банка, Варненски клон, ул. „Преслав“ № 26, Варна). Die Bankfiliale wurde 1895 eröffnet.[7] 1928 erfolgte die Erweiterung um einen linken Flüges durch den Architekten Dabko Dabkow (Дабко Дабков). Heute dient der Bau als Sitz der Regierung der Oblast Warna.[9]

1896:
- Bulgarische Nationalbank, Filiale Plowdiw, ul. Rajko Daskalow 51, Plowdiw (Българска Народна Банка, Пловдивски клон, ул. „Райко Даскалов“ № 51, Пловдив). Das Gebäude wurde von Henri Meyer entworfen und 1896 fertig gestellt.[7] Im Jahr 1929 übernahm der bulgarische Architekt Kamen Petkow das Design eines Erweiterungsbaus. 1974 wurde der Komplex um zwei Etagen aufgestockt und um einen Flügel ergänzt. Im Jahre 1985 erhielt er den Status eines nationalen Kulturdenkmals. Seit 2013 steht das Ensemble leer. Es befindet sich im Besitz der Stadt Plowdiw, die 2024 einen Ideenwettbewerb für dessen Nachnutzung ausschrieb.[2]

1893–1897:

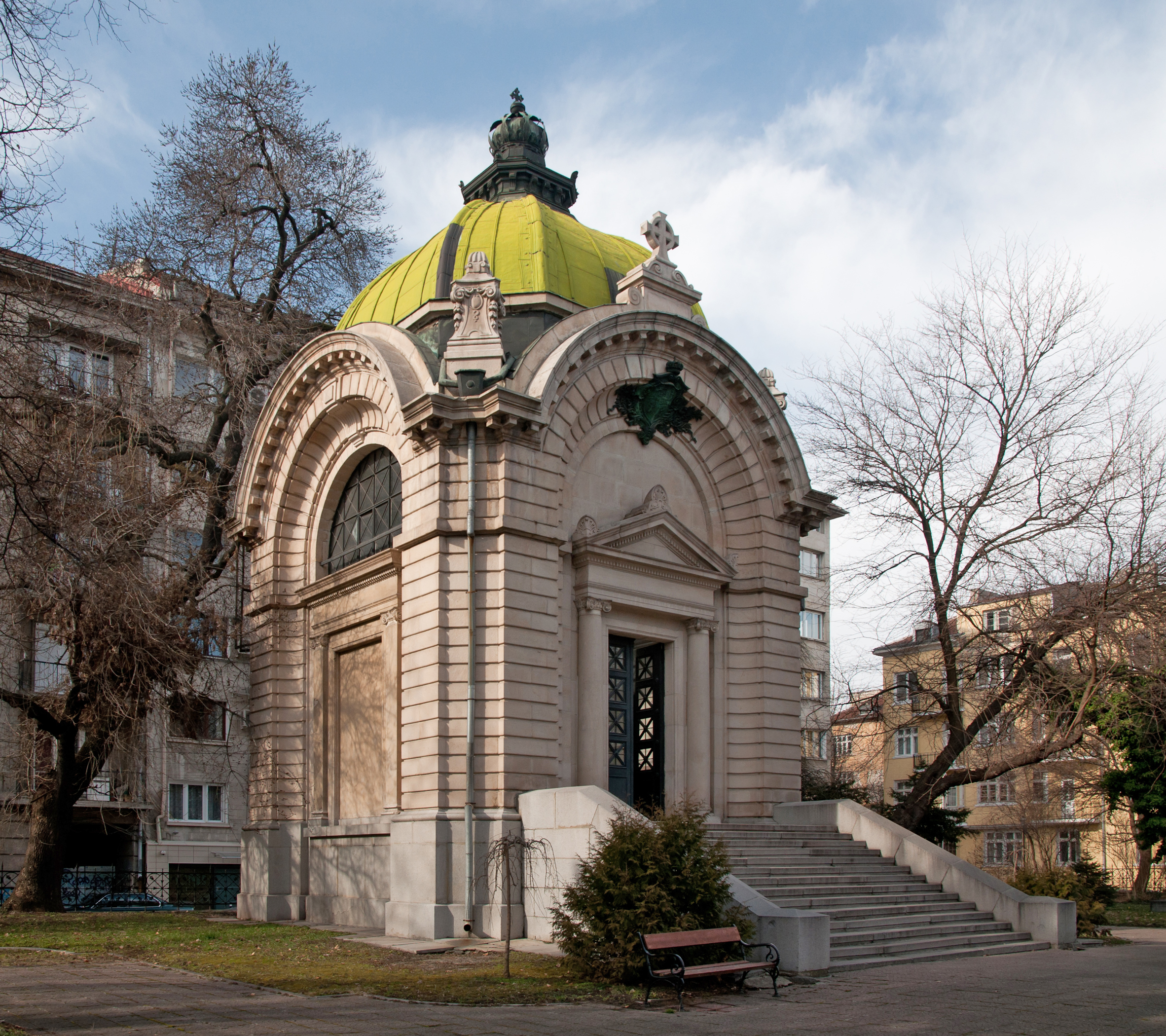
Mausoleum für Fürst Alexander I. in Sofia (2011)

- Mausoleum für Fürst Alexander I., bul. Wassil Lewski, Sofia (Мавзолей на княз Александър I., бул. „Васил Левски“, София). Nach Gewinn eines internationalen Architektenwettbewerbs erhielt Henri Meyer den Auftrag zur Errichtung des neobarocken Gebäudes.[1] Die Fresken im Innenraum gestaltete der bulgarische Künstler Charalampi Tatschew (Харалампи Тачев).[10] Der Bau wurde 1897 fertig gestellt. Die sterblichen Überreste Fürst Alexanders I. konnten am 3. Januar 1898 dorthin überführt werden.[1] Zwischen 1948 und 1991 war das Mausoleum nicht für die Öffentlichkeit zugänglich.[10]

1903:
- Erster Preis beim Wettbewerb um eine Mädchenschule in Freiburg im Uechtland.[11]

1904–1905:
- Blindenheim Asile Frédéric Recordon, Avenue de France 17, Lausanne. Das dreigeschossige Haus wurde im Heimatstil errichtet. Auftraggeberin war die Fondation Asile des aveugles in Lausanne. Das Gebäude bot Platz für 30 Patienten und umfasste drei Werkstätten. Es wurde im März 2021 geschlossen.[12][13]

1906–1909:

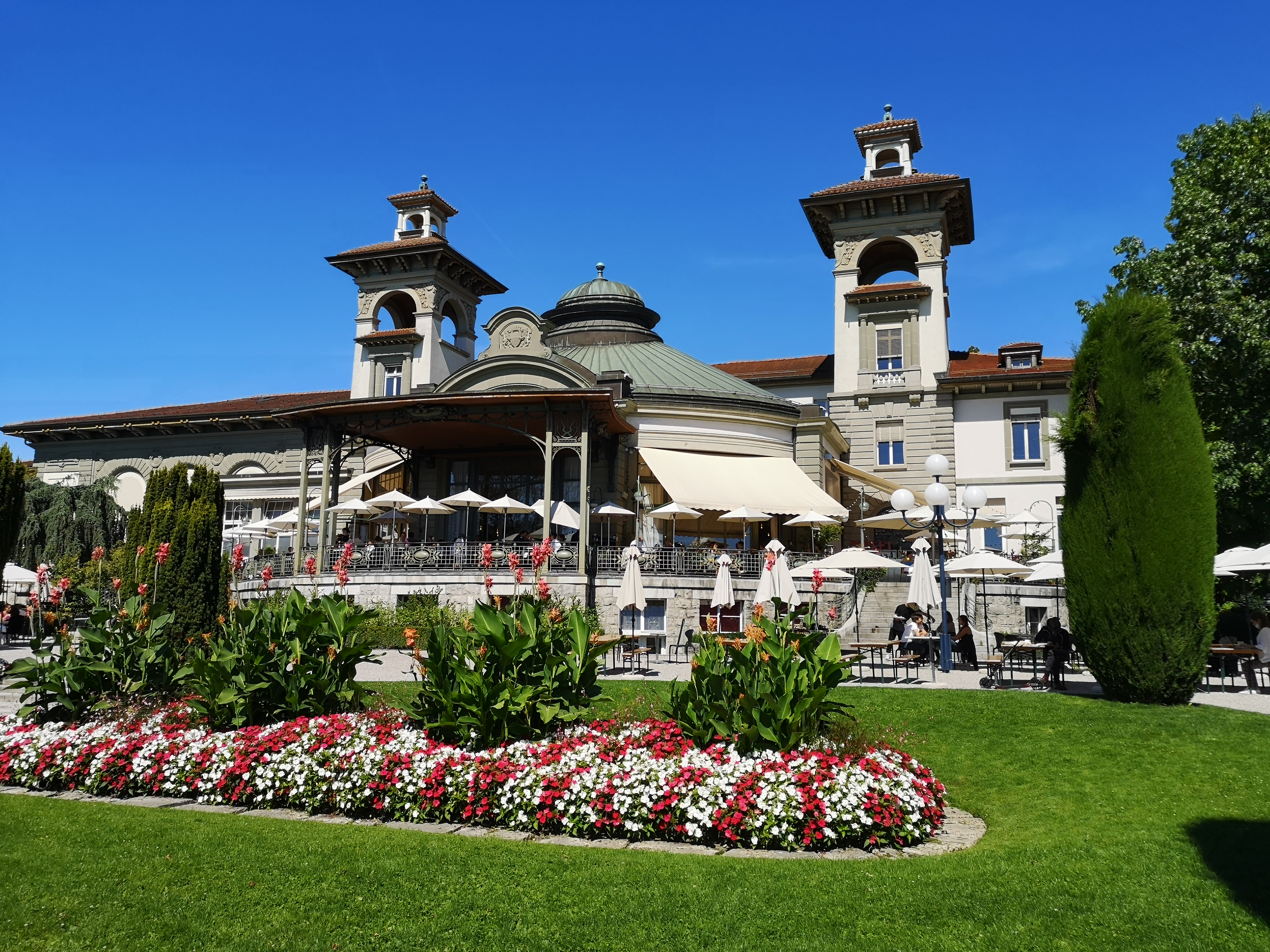
Casino de Montbenon in Lausanne (2020)

- Casino de Montbenon, Allée Ernest-Ansermet 3, Lausanne. Der Entwurf von Henri Meyer errang 1906 den ersten Preis in einem Architekturwettbewerb. Er stellt eine Referenz an das Palais du Trocadéro der Weltausstellung Paris 1878 und das Casino de Monte Carlo dar. Die Eröffnung fand am 1. September 1909 statt. Zwischen 1915 und 1922 diente das Gebäude als Sitz des Internationalen Olympischen Komitees. Ein geplanter Abriss konnte 1956 auf öffentlichen Druck verhindert werden. In den 1980er Jahren wurde das Casino zu einem Veranstaltungszentrum umgebaut.[14] Seit 1981 ist es zusätzlich Sitz der Cinémathèque suisse.[15] Es wurde in das Schweizerische Kulturgüterschutzinventar (KGS) aufgenommen.[16]

1908:
- Empfangsgebäude des Bahnhofs St-Maurice, Pl. de la Gare, Saint-Maurice (Bâtiment d'accueil de la gare de St-Maurice) an der Simplonlinie.[17]

1909–1910:
- Blindenheim Asile Gabrielle Dufour, Avenue de France, Lausanne. Das im Heimatstil gehaltenen Gebäude konnte 28 Patienten aufnehmen. Es wurde im Juli 1976 abgebrochen.[1][18]

### Gemeinschaftsarbeiten mit Theodor Hünerwadel (Auswahl)
1891:
- Dritter Preis beim Wettbewerb um den Hauptsitz der Waadtländischen Kantonalbank in Lausanne.[19]

1890–1892:

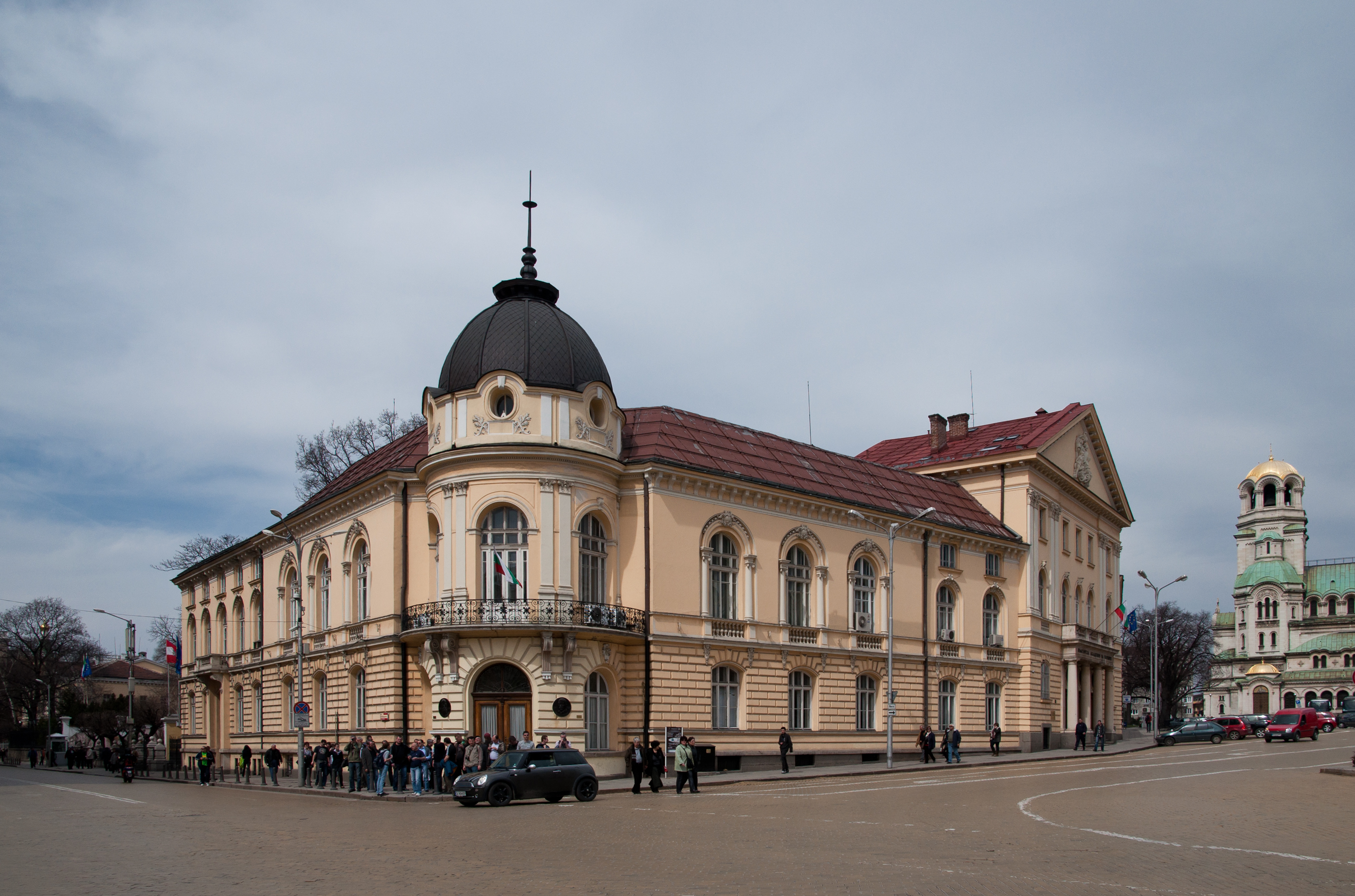
Ältester Teil des Sitzes der Bulgarischen Akademie der Wissenschaften in Sofia (2011)

- Gebäude der Bulgarischen Literarischen Gesellschaft, der späteren Bulgarischen Akademie der Wissenschaften, ul. 15. Noemwri 1, Sofia (сграда на Българско книжовно дружество, но-късно на Българска Академия на Науките, ул. „15 Ноември“ № 1, София). Der neobarocke Bau des Eckhauses Boulevard Zar Oswoboditel/Straße des 15. November begann 1890 und wurde 1892 vollendet. 1906 erfolgte nach Plänen von Petko Momtschilow eine Erweiterung nach Westen und nach Norden.[20] Die Architekten Sawa Owtscharow (Сава Овчаров) und Jordan Jordanow (Йордан Йорданов) erarbeiteten einen Entwurf, durch den 1927 die Größe des Baus durch eine symmetrische Erweiterung nach Norden nahezu verdoppelt wurde. Gleichzeitig wurde das zentrale Portal im neoklassizistischen Stil an der Straße des 15. November angelegt.[21] Das Gebäude ist als Kulturgut von nationaler Bedeutung klassifiziert. Es gilt bis heute als eines der schönsten Häuser in der Stadt Sofia.[22]

### Gemeinschaftsarbeiten mit Jacques Regamey (Auswahl)
1898:
- Kantonsspital (Hôpital cantonal), rue du Bugnon, Lausanne.[23]

1898–1900:

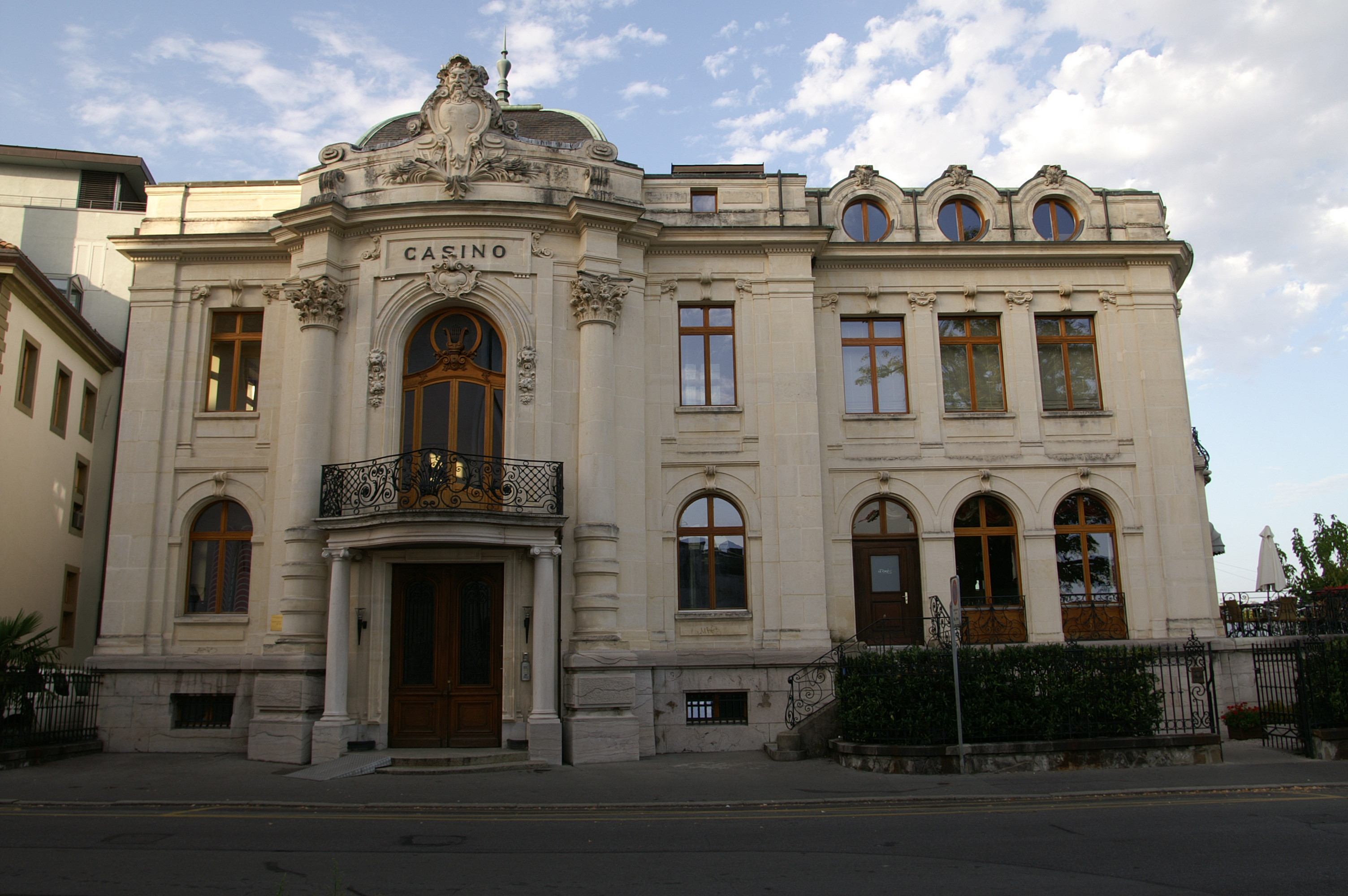
Casino de Morges (2011)

- Casino de Morges, Place du Casino 4, Morges. Der Bau wurde als damals hochmoderne Stahlbetonkonstruktion errichtet und mit einer Fassade im Stil des Neobarocks versehen. Im Jahr 1985 konnte die Association pour la sauvegarde de Morges einen Abbruch erfolgreich abwenden. Nach langem Leerstand erfolgte im Jahr 2000 eine Renovation. Heute beherbergt das Gebäude ein Restaurant sowie einen Theatersaal.[24] Das Casino ist als nationales Kulturdenkmal eingetragen.[25]

1899:
- Entwurf Straßenbrücke Chauderon - Montbenon über das Flontal in Lausanne (in Kooperation mit Boshard & Cie. in Näfels) (Wettbewerbsbeitrag).[26]
- Hôtel de Ville de Baulmes, Rue de l'Hôtel de Ville 9, Baulmes (Wettbewerbsbeitrag).[27]

## Ehrungen
- Im Jahr 1892 wurde Henri Meyer für die Gestaltung der Landesausstellung mit dem bulgarischen Zivilverdienstorden III. Stufe (Народен Орден за Гражданска заслуга, III. степен) ausgezeichnet.[1]